# Xaviera Hollander
Xaviera Hollander, geboren als Vera de Vries (Soerabaja, 15 juni 1943), is een Nederlandse schrijfster en voormalig sekswerker en madam. Ze werd wereldberoemd door haar boek The Happy Hooker: My Own Story uit 1971.

## Levensloop
Haar Nederlandse vader van Joodse afkomst Michiel de Vries (1902-1973) was directeur van het ziekenhuis van Soerabaja, haar moeder was een Frans-Duitse mannequin. De eerste twee jaren van haar leven bracht ze samen met haar moeder in een jappenkamp door. Na de oorlog vestigde het gezin zich in Amsterdam. Simon Vestdijk was een vriend van de familie. De Vries volgde het Barlaeus Gymnasium, deed een opleiding tot secretaresse en vertrok toen zij begin 20 was naar haar stiefzuster in Johannesburg, Zuid-Afrika.
Daar verloofde zij zich met een Amerikaanse econoom, John Weber. In 1968, nadat de verloving was verbroken, vertrok de Vries naar New York, waar ze op het Nederlandse consulaat in Manhattan werkte als secretaresse. Ze verliet deze functie om te gaan werken als luxe callgirl. Een jaar later opende ze haar eigen bordeel. Over haar ervaringen schreef ze diverse openhartige boeken, waaronder The Happy Hooker (1971) dat ze samen met Robin Moore en Yvonne Dunleavy schreef en dat haar wereldberoemd maakte. Dit verscheen in Nederland in 1972 als De Xaviera Hollander Story (Aquarius, Bussum). In 1982 verscheen een Nederlandstalige uitgave onder de titel De happy hooker.
Xaviera Hollander had vijfendertig jaar lang een adviesrubriek over seksuele problemen in het tijdschrift Penthouse genaamd Call Me Madam. In de zeventiger jaren woonde de Vries in Toronto waar ze getrouwd was met een Canadese antiquair. In die tijd gaf zij lezingen over seksuele onderwerpen gebaseerd op haar boek Xaviera's 69 tips on "how to become a better lover", gebaseerd op de beste brieven van Penthouse-lezers. Aan het eind van de twintigste eeuw werd ze actief als theaterproducente in Amsterdam. Veel van haar boeken verschenen in het Engels en zijn vervolgens in het Nederlands vertaald.
Xaviera Hollander trad op 3 januari 2007 in het huwelijk met Philip de Haan, woont in Amsterdam waar zij een bed and breakfast heeft.
Begin 2011 is The Musical about Her Life as a Happy Hooker gereed gekomen, met tekst van Richard Hansom en muziek van Warren Wills.

## Bibliografie (selectie)

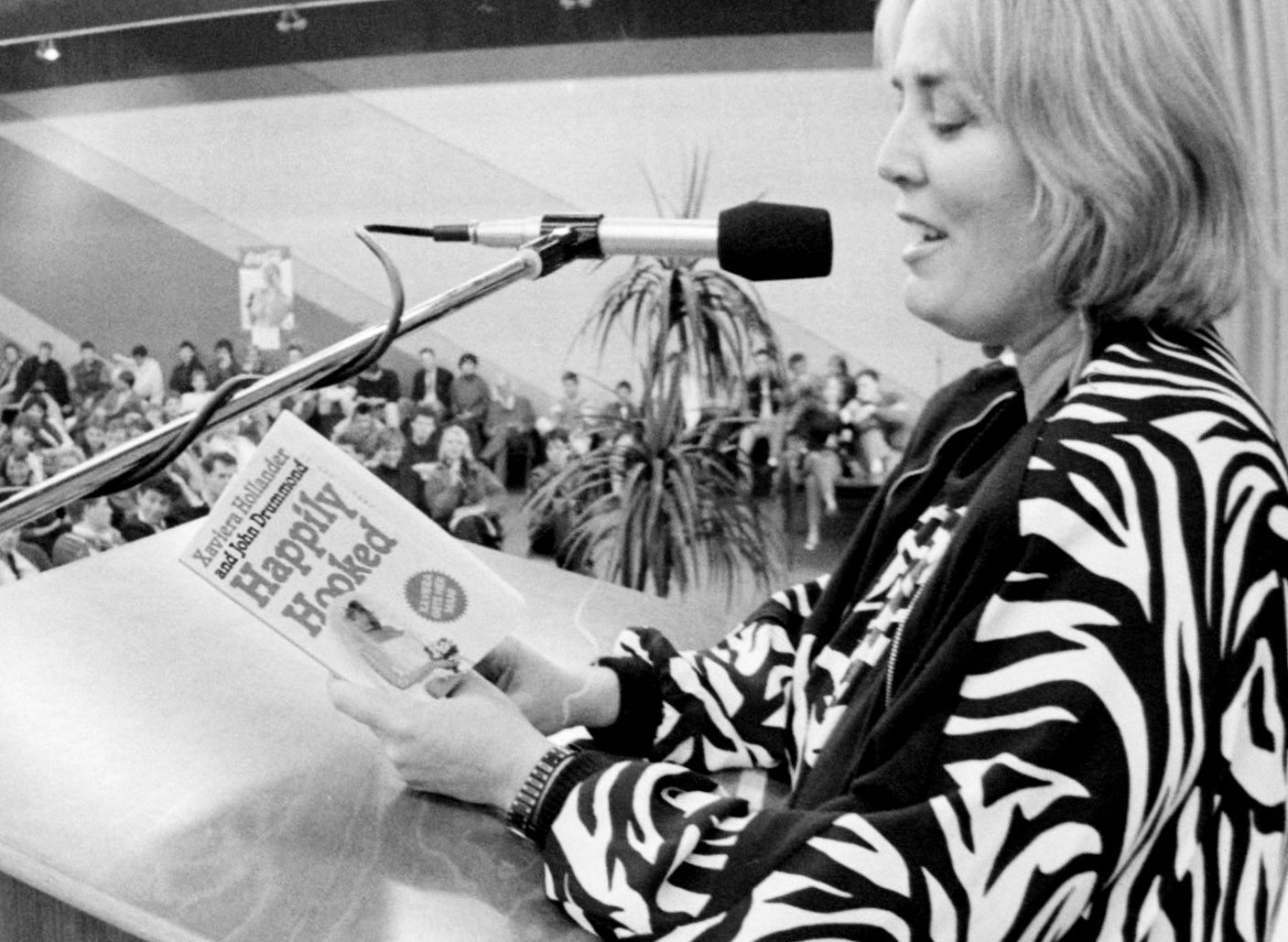
Xaviera Hollander las voor uit Happily hooked (1985) op de HTS Haarlem, 1986